# Балезінський район
Балезі́нський район (рос. Балезинский район, удм. Балезино ёрос) — муніципальний округ у складі Удмуртської Республіки Російської Федерації. Адміністративний центр — селище Балезіно.

## Географія
Округ розташований на півночі Удмуртської республіки. Межує на сході із Кезьким районом, на півдні з Ігринським та Красногорським районами, на заході — із Глазовським районом Удмуртії, на півночі має спільний кордон із Кіровською областю та Пермським краєм. Площа територія становить 2434,67 км².

### Рельєф
Північна частина округу зайнята південними схилами Верхньокамської височини. Біля присілку Новосели знаходиться одне з найвищих місць республіки — пагорб висотою 323 м над рівне моря. Вся територія відноситься до середньоросійської провінції південно-тайгової лісової зони, яка розташована у прикамській частині Східноєвропейської рівнини, яка носить назву Західне Приуралля. Територія погорбована, височини чергуються із низовинами.

### Клімат
Клімат в окрузі різко-континентальний, характеризується довгою холодною багатосніжною зимою та коротким теплим літом. Надходження з півночі арктичного повітря супроводжується сильними морозами. Проникнення морського повітря помірних широт викликає взимку різке підняття температури та короткочасні відлиги. Влітку морське повітря навпаки приносить прохолодну та вологу погоду. Спекотна та суха погода влітку спостерігається лише при надходженні з півдня та південного сходу дуже теплих повітряних мас. Так як округ витягнутий з півночі на південь більш як на 100 км, то кліматичні показники у різних місцях відрізняються між собою. Так, на півдні підняття температури вище 0 °C розпочинається на тиждень раніше, аніж на півночі. Безморозний період продовжується всього 120 днів. Перші осінні заморозки спостерігаються у другій половині вересня, а останні — у кінці травня. Товщина снігового покриву становить у середньому 60-70 см. Танення снігу проходить з кінця березня до початку травня. Скресання та льодохід відбувається частіше всього між 15 та 20 квітня. Протягом року переважають південно-західні, південні та західні вітри. Пересічна швидкість вітру 3,3 м/с, сильні вітри швидкістю 15 м/с трапляються рідко, не більше 13 днів за рік.

### Мінеральні ресурси
Округ багатий на корисні копалини. Тут знаходяться Турецьке та Карсовайське родовища нафти, розвідані також поклади у басейнах річок Чепца, Пизеп, Люк на Юнда. У багатьох місцях, особливо на правобережжі Чепци, є значні поклади вапняку, який використовується для вапнування кислих місцевих ґрунтів. Зустрічаються дрібнопідйомні мергелі. Окрім того розвідані родовища будівельних матеріалів — в околицях Балезіного та Карсовая знайдена глина, на покладах якої працює місцевий Падеринський цегляний завод. Є родовища піску та гравію, найбільше з яких Сед'ярське піщано-гравійне родовище. Розвідано багато покладів торфу, є доволі рідкісна корисна копалина волконскоїт (зелена фарба) біля присілку Ахмаді.

### Гідрографія
Територією округу протікають багато річок, найбільша з яких Чепца, басейн якої займає більшу частину округу. На півночі протікає Кама з притоками. До Чепци в межах округу впадають Пулибка, Верхній Пизеп, Люк, Унтемка, Кеп, Юнда, Кестимка; протікають також Сепич, Нижній Пизеп та його притока Вариж. Довжина Чепци в межах округу становить понад 60 км, ширина до 120 м. У порівнянні з іншими річками Удмуртії вона відрізняється доволі швидкою течією: на плесах 0,4-0,5 м/с, на перекатах 1,3 м/с. Під час весняних паводків швидкість течії збільшується. Живлення за рахунок атмосферних опадів, у меншій мірі — за рахунок ґрунтових вод. Чепца часто змінює своє русло, але не виходить за межі заплави. На півночі головною річкою є Кама з притоками Лоп'я та Кампизеп. Русло Ками нестійке через легку розмивність порід, які утворюють заплаву. Саме тому річка має багато рукавів, проток та стариць. У заплаві Чепци та Ками багато озер-стариць, які мають серпоподібну чи витягнуту форму. Глибина водойм незначна. Суттєву роль в балансі гідрологічних умов району відіграють ставки, створені на річках. Найбільшими ставками району є Великосазановський (площа 34 га) та Коршунівський (25 га). У заплавах більших річок значні площі займають низинні та заплавні болота.

### Ґрунти та природні ресурси
Основну частину оуруг займають середні та слабкі дерново-підзолисті ґрунти, утворення яких відбувалось під дією достатньої зволоженості поверхні та відносно слабкого випаровування. Високій рівень ґрунтових вод у зниженнях обумовив формування заболочених та болотних ґрунтів. В долині Чепци виділяються ділянки алювіальних ґрунтів. 57,5 % території району займають землі сільськогосподарського значення. Значну територію округу займають землі лісового фонду — 40,1 %, головним чином ялицево-ялинові ліси, зустрічаються також модринові та листяні.

### Екологічний стан
Жителі округу використовують воду з різних джерел: артезіанських свердловин, джерел, річок, ставків та криниць. Всі річки округу мають водогосподарське значення. Великими водокористувачами річки Чепца є МП «Водоканал», річне споживання води якого становить 1867 тисяч м³, та військова частина № 25850 (Балезіно-3), споживання якої складає 528,3 тисяч м³ за рік. Серйозною проблемою для округу є забруднення поверхневих вод та якість питної води. Скид стічних вод становить 1,2 млн м³ за рік. Нараховується 12 випусків, з яких очисні споруди мають лише 8. Нормативно чисту воду випускають лише 2 очисні споруди каналізації — центральна окружна лікарня та село Андрійшур. Основними джерелами викидів у атмосферне повітря району є підприємства селища Балезіно (39 %), військова частина № 25850 (31 %) та сільські підприємства (30 %). Через роздрібненість джерел забруднення у сільські місцевості забруднення атмосферного повітря небезпеки не представляє.
Для охорони навколишнього середовища в межах округу створено 20 особливо охоронних об'єкти, найбільшим з яких у південно-західній частині створено Кепський комплексний заказник площею 27,2 тисяч га.

## Історія
Балезінський район утворений 15 липня 1929 року у складі 18 сільських рад та 189 населених пунктів. Адміністративним центром було село Балезіно, 1931 року перенесено до однойменного селища, яке утворилось 1898 року при будівництві залізничної станції на новій залізниці Кіров-Перм. На початку 1963 року до Балезінського був приєднаний Карсовайський район. Після перетворення у 1990-их роках сільських рад у сільські адміністрації у складі району виділялось 16 сільських адміністрацій: Андрейшурська, Великоваризька, Верхньо-Люкинська, Воєгуртська, Еркешевська, Ісаковська, Кам'яно-Задільська, Карсовайська, Кестимська, Кіршонська, Кожильська, Люцька, Пиб'їнська, Сергинська, Турецька та Юндинська; селищна рада та 119 населених пунктів.
2021 року Балезінський район був реорганізований в муніципальний округ зі старою назвою, при цьому були ліквідовані усі сільські поселення:
| Поселення                             | Площа, км² | Населення, осіб (2002) | Населення, осіб (2010) | Населення, осіб (2019[джерело?]) | Центр           | Населені пункти |
| ------------------------------------- | ---------- | ---------------------- | ---------------------- | -------------------------------- | --------------- | --------------- |
| Андрійшурське сільське поселення      | 266,21     | 1624                   | 1517                   | 1192                             | Андрійшур       | 12              |
| Балезінське сільське поселення        | 11,54      | 16974                  | 16121                  | 14716                            | Балезіно        | 1               |
| Великоваризьке сільське поселення     | 47,24      | 430                    | 314                    | 253                              | Великий Вариж   | 3               |
| Верх-Люкінське сільське поселення     | 68,30      | 652                    | 508                    | 405                              | Верх-Люкіно     | 10              |
| Воєгуртське сільське поселення        | 133,00     | 4082                   | 2934                   | 2538                             | Воєгурт         | 15              |
| Еркешевське сільське поселення        | 72,05      | 948                    | 755                    | 599                              | Еркешево        | 7               |
| Ісаковське сільське поселення         | 75,12      | 1145                   | 914                    | 749                              | Ісаково         | 7               |
| Каменно-Задільське сільське поселення | 73,32      | 745                    | 671                    | 631                              | Каменне Задільє | 7               |
| Карсовайське сільське поселення       | 282,87     | 2998                   | 2482                   | 1987                             | Карсовай        | 17              |
| Кестимське сільське поселення         | 72,78      | 1112                   | 994                    | 892                              | Кестим          | 5               |
| Кіршонське сільське поселення         | 52,86      | 556                    | 459                    | 356                              | Кіршонки        | 9               |
| Кожильське сільське поселення         | 117,02     | 1697                   | 2210                   | 2101                             | Кожило          | 8               |
| Люцьке сільське поселення             | 78,94      | 1010                   | 910                    | 766                              | Люк             | 5               |
| Пиб'їнське сільське поселення         | 56,75      | 974                    | 742                    | 670                              | Пиб'я           | 5               |
| Сергинське сільське поселення         | 145,14     | 1269                   | 1053                   | 870                              | Сергино         | 13              |
| Турецьке сільське поселення           | 44,01      | 669                    | 553                    | 425                              | Турецьке        | 2               |
| Юндинське сільське поселення          | 149,90     | 1658                   | 1503                   | 1309                             | Юнда            | 10              |

## Населення
Населення — 30495 осіб (2019; 36320 в 2010, 38443 в 2002). Національний склад станом на 2001 рік — удмурти 57,6 %, росіяни 28,2 %, татари 12,1 %, інші національності — 2,1 %. Міське населення становило 78,4 %.
Національний склад населення станом на 2010 рік:
| Народність                          | Чисельність, осіб (2010) | %     |
| ----------------------------------- | ------------------------ | ----- |
| Удмурти                             | 17964                    | 51,89 |
| Росіяни                             | 12332                    | 35,62 |
| Татари                              | 3276                     | 9,46  |
| Інші                                | 718                      | 2,07  |
| Особи, що не вказали національність | 327                      | 0,95  |

## Населені пункти
| №   | Населений пункт         | Населення, осіб (2002) | Населення, осіб (2010) |
| --- | ----------------------- | ---------------------- | ---------------------- |
| 1   | Адам (Воєгуртське)      | 23                     | 22                     |
| 2   | Адам (Карсовайське)     | 58                     | 54                     |
| 3   | Андрієвці               | 342                    | 236                    |
| 4   | Андрійшур               | 672                    | 693                    |
| 5   | Архипята                | 38                     | 36                     |
| 6   | Афонино                 | 82                     | 55                     |
| 7   | Ахмаді                  | 150                    | 131                    |
| 8   | Базани                  | 222                    | 185                    |
| 9   | Балезіно (селище)       | 16804                  | 16121                  |
| 10  | Балезіно (село)         | 605                    | 501                    |
| 11  | Бахтієво                | 25                     | 2                      |
| 12  | Бектиш                  | 27                     | 14                     |
| 13  | Бидипі                  | 337                    | 321                    |
| 14  | Біляни                  | 23                     | 12                     |
| 15  | Бісарпі                 | 2                      | 2                      |
| 16  | Бітчимшур               | 43                     | 43                     |
| 17  | Бозгон                  | 3                      | 6                      |
| 18  | Бурино                  | 135                    | 112                    |
| 19  | Ваньки                  | 59                     | 50                     |
| 20  | Ванягурт                | 0                      | 0                      |
| 21  | Васенки                 | 26                     | 17                     |
| 22  | Василята                | 65                     | 62                     |
| 23  | Васютенки               | 171                    | 113                    |
| 24  | Велике Сазаново         | 200                    | 183                    |
| 25  | Великий Вариж           | 281                    | 208                    |
| 26  | Великий Унтем           | 220                    | 169                    |
| 27  | Верх-Кестим             | 65                     | 42                     |
| 28  | Верх-Люк                | 45                     | 35                     |
| 29  | Верх-Люкіно             | 402                    | 349                    |
| 30  | Верх-Туга               | 26                     | 15                     |
| 31  | Воєгурт                 | 511                    | 538                    |
| 32  | Возешур                 | 26                     | 16                     |
| 33  | Вотіно                  | 10                     | 0                      |
| 34  | Гаревська               | 112                    | 99                     |
| 35  | Гарченці                | 24                     | 26                     |
| 36  | Гордино                 | 174                    | 110                    |
| 37  | Гуменки                 | 12                     | 7                      |
| 38  | Деміно                  | 52                     | 32                     |
| -   | Денисенки               | 0                      | -                      |
| 39  | Дениспі                 | 41                     | 33                     |
| -   | Діньшур                 | 0                      | -                      |
| -   | Дома 5 км               | 0                      | -                      |
| 40  | Дома 1186 км            | 10                     | 4                      |
| -   | Дома 1187 км            | 0                      | -                      |
| 41  | Дома 1189 км            | 14                     | 11                     |
| -   | Дома 1197 км            | 0                      | -                      |
| -   | Дома 1199 км            | 0                      | -                      |
| 42  | Дома 1205 км            | 23                     | 18                     |
| 43  | Дома 1208 км            | 6                      | 7                      |
| 44  | Дома 1211 км            | 6                      | 0                      |
| 45  | Дома 1214 км            | 6                      | 4                      |
| 46  | Еркешево                | 308                    | 269                    |
| 47  | Єрмілово                | 8                      | 0                      |
| 48  | Жобшур                  | 33                     | 24                     |
| 49  | Зам'ятьєво              | 9                      | 4                      |
| 50  | Зарічний                | 282                    | 179                    |
| 51  | Зілай (село)            | 33                     | 32                     |
| 52  | Зілай (присілок)        | 18                     | 9                      |
| 53  | Зотіно                  | 171                    | 120                    |
| 54  | Зянієво                 | 20                     | 18                     |
| 55  | Зятчашур                | 132                    | 89                     |
| 56  | Ісаково                 | 602                    | 526                    |
| 57  | Каменне Задільє         | 450                    | 416                    |
| 58  | Карйил                  | 6                      | 6                      |
| 49  | Карсовай                | 1781                   | 1652                   |
| 60  | Кер-Нюра                | 51                     | 41                     |
| 61  | Кестим                  | 826                    | 804                    |
| 62  | Кіпрята                 | 130                    | 94                     |
| 63  | Кіренки                 | 33                     | 20                     |
| 64  | Кірино                  | 34                     | 40                     |
| 65  | Кіршонки                | 280                    | 265                    |
| 66  | Кобіньпі                | 5                      | 1                      |
| 67  | Кожило                  | 681                    | 743                    |
| 68  | Коньково                | 10                     | 3                      |
| -   | Кордон                  | 0                      | -                      |
| 69  | Коровай                 | 45                     | 29                     |
| 70  | Коровино                | 56                     | 36                     |
| 71  | Коршуново               | 138                    | 135                    |
| 72  | Котегово                | 338                    | 271                    |
| 73  | Котомка                 | 57                     | 47                     |
| 74  | Кузем                   | 25                     | 15                     |
| -   | Лаврушонки              | 0                      | -                      |
| 75  | Лебеді                  | 2                      | 2                      |
| 76  | Люк (село)              | 544                    | 480                    |
| 77  | Люк (присілок)          | 230                    | 195                    |
| 78  | Максенки                | 30                     | 13                     |
| 79  | Мале Сазаново           | 61                     | 50                     |
| 80  | Малий Ягошур            | 3                      | 0                      |
| 81  | Мартеленки              | 22                     | 16                     |
| 82  | Марченки                | 100                    | 69                     |
| -   | Митино                  | 0                      | -                      |
| 83  | Мокіно                  | 5                      | 0                      |
| 84  | Мосени                  | 58                     | 39                     |
| 85  | Мувир'яг                | 7                      | 3                      |
| 86  | Некрасовці              | 25                     | 19                     |
| 87  | Нове Липово             | 17                     | 17                     |
| 88  | Новий Кеп               | 90                     | 60                     |
| 89  | Нововолково             | 466                    | 454                    |
| 90  | Новосели                | 71                     | 31                     |
| 91  | Нуризово                | 158                    | 140                    |
| 92  | Оросово                 | 315                    | 254                    |
| 93  | Павлушата               | 34                     | 13                     |
| 94  | Падера                  | 473                    | 493                    |
| 95  | Петровці (Карсовайське) | 34                     | 32                     |
| 96  | Петровці (Сергинське)   | 3                      | 2                      |
| 97  | Петухово                | 53                     | 35                     |
| 98  | Пиб'я                   | 482                    | 465                    |
| 99  | Пишкець                 | 121                    | 92                     |
| 100 | Пібаньшур (селище)      | 2301                   | 1841                   |
| 101 | Пібаньшур (присілок)    | 19                     | 86                     |
| 102 | Підборново              | 169                    | 95                     |
| 103 | Піроково                | 25                     | 21                     |
| 104 | Полішонки               | 22                     | 10                     |
| 105 | Порошино                | 0                      | 0                      |
| 106 | Потьомкіно              | 0                      | 0                      |
| 107 | Пулиб                   | 12                     | 11                     |
| 108 | Рахмал                  | 8                      | 1                      |
| 109 | Річка Люк               | 85                     | 69                     |
| 110 | Руський Пібаньшур       | 7                      | 3                      |
| 111 | Сед'яр                  | 23                     | 19                     |
| 112 | Сенькачум               | 7                      | 1                      |
| 113 | Сергино                 | 511                    | 444                    |
| 114 | Сєвер                   | 20                     | 0                      |
| 115 | Сизево                  | 49                     | 36                     |
| 116 | Сосновка                | 119                    | 100                    |
| 117 | Старий Кеп              | 2                      | 0                      |
| 118 | Такапі                  | 397                    | 420                    |
| 119 | Торліно                 | 0                      | 0                      |
| 120 | Тугей                   | 24                     | 1                      |
| 121 | Тукташ                  | 98                     | 59                     |
| 122 | Турецьке                | 449                    | 361                    |
| 123 | Удмуртський Пібаньшур   | 34                     | 33                     |
| 124 | У Річки Даниловка       | 12                     | 0                      |
| -   | У Річки Кузі            | 0                      | -                      |
| 125 | Ушур                    | 451                    | 344                    |
| 126 | Чебани                  | 27                     | 19                     |
| -   | Чепецький               | 170                    | -                      |
| 127 | Чуялуд                  | 125                    | 90                     |
| 128 | Шарпа                   | 138                    | 113                    |
| 129 | Шолоково                | 210                    | 179                    |
| 130 | Шур (починок)           | 2                      | 0                      |
| 131 | Шур (присілок)          | 53                     | 52                     |
| 132 | Юлдир                   | 67                     | 62                     |
| 133 | Юнда                    | 489                    | 463                    |
| 134 | Ягвар                   | 4                      | 1                      |
| 135 | Ягошур (Верх-Люкінське) | 26                     | 19                     |
| 136 | Ягошур (Юндинське)      | 144                    | 108                    |

## Господарство
В окрузі діє декілька промислових підприємств, в тому числі ВАТ «Балезінський ливарно-механічний завод», ВАТ «Балезінський ліспромгосп», ЗАТ «Балезінський завод будівельних матеріалів», льонозавод ВАТ «Балезінський льон», цех з виробництва спирту ЛГЗ «Глазовський» (пущений 1998 року). Будівництвом у районі займається ВАТ «Балезінська міжгосподарська будівельна організація». Основний напрямок сільського господарства — м'ясо-молочне тваринництво та рослинництво. Вирощують зернові та кормові культури, льон, картоплю, менше овочі. Сільськогосподарські підприємства обслуговують ВАТ «Балезінське ремонтно-технічне підприємство», ВАТ «Балезіноагропромхімія», ВАТ «Карсовайська машинно-технічна станція». Окрім цього в окрузі зареєстровано понад 800 приватних підприємств та підприємців.
1895 року прокладена залізниця Кіров-Перм, на якій знаходиться залізнична станція Балезіно. По південній частині району проходить автодорога Іжевськ-Глазов.

## Соціальна сфера
В окрузі 35 загальноосвітніх шкіл (1996), 1 спеціалізована школа, ПТУ № 48, школа мистецтва та 2 її філіали, ДЮСШ, дитячий будинок, 36 садочків (1996). Центральна окружна лікарня на 235 місць, в селі Зарічний — лікарня Міністерства охорони здоров'я Удмуртії. Є 43 будинки культури та сільських клуби, будинок дитячої творчості, 29 бібліотек, 1 кінотеатр, окружний краєзнавчий музей, 54 пам'ятки культури, в тому числі 22 археологічних, 2 архітектури, 30 історичних та монументальних. Виходить місцева газета «Вперед» (з 1931 року).